# Leon Goretzka
Leon Christoph Goretzka (sinh ngày 6 tháng 2 năm 1995) là một cầu thủ bóng đá chuyên nghiệp người Đức hiện đang thi đấu ở vị trí tiền vệ cho câu lạc bộ Bundesliga Bayern München và đội tuyển bóng đá quốc gia Đức.

## Sự nghiệp câu lạc bộ

### VfL Bochum
Goretzka bắt đầu chơi bóng từ năm 4 tuổi tại Werner SV 06 Bochum. Anh ở lại 2 năm với WSV trước khi chuyển đến đội trẻ VfL Bochum vào năm 2001.
Vào ngày 30 tháng 7 năm 2012, Goretzka được trao huy chương vàng Fritz Walter sau khi trở về từ giải vô địch U-16 châu Âu với chức Á quân.
Năm 18 tuổi, Goretzka đặt bút ký hợp đồng thi đấu dài hạn với đội bóng của quê hương VfL Bochum. Vào ngày 4 tháng 8 năm 2012, Goretzka đã ra mắt đội một VfL Bochum tại 2. Bundesliga khi gặp Dynamo Dresden ở giải đấu rewirpowerSTADION. Trong trận đấu này, anh đã ghi bàn thắng đầu tiên với tư cách cầu thủ chuyên nghiệp khi gỡ hòa 1-1 cho VfL. Trong mùa giải đầu tiên, anh đã ra sân 32 trận và ghi được bốn bàn thắng.
Goretzka đã có một mùa giải 2012–13 ấn tượng tại Bochum và là cầu thủ trẻ tuổi có màn trình diễn nổi bật nhất của họ trong khi Bochum suýt phải xuống hạng. Ở mùa giải này, Goretzka được một số câu lạc bộ lớn trên khắp châu Âu bao gồm Bayern Munich, Manchester United, Arsenal và Real Madrid liên hệ. Matthias Sammer, giám đốc thể thao của Bayern Munich khi đó, được cho là đã gặp Goretzka để cố gắng thuyết phục anh gia nhập Bayern vào mùa hè năm 2013.

Cuối mùa giải 2013, VfL Bochum gặp phải khó khăn về tài chính và việc Goretzka chuyển đến thi đấu cho Schalke 04 đã giúp đội bóng này giải quyết khủng hoảng. Chính vì mối quan hệ khăn khít giữa Goretzka và đội bóng quê hương, anh còn được gọi là "Bochum boy" hay "Cậu bé Bochum". 
"Thực sự rất tuyệt khi đặt chân xuống đường hầm và bước lên từng bật, đứng trên sân một lần nữa. Mọi ký ức như đang ùa về, rất nhiều kỷ niệm tuyệt vời và tôi vô cùng trân quý những điều đó".

- Goretzka chia sẻ trong lần tái ngộ đội bóng cũ trong trận đấu giữa Bayern và VfL Bochum tại Cúp quốc gia Đức. 

### Schalke 04
Vào ngày 30 tháng 6 năm 2013, Schalke 04 xác nhận việc chuyển nhượng Goretzka từ Bochum. Anh đã ký hợp đồng 5 năm với câu lạc bộ đến ngày 30 tháng 6 năm 2018. Phí chuyển nhượng được báo cáo là khoảng từ 3,000,000 đến 4,000,000 euro bởi quản lý truyền thông Schalke, Horst Heldt. Leon Goretzka đã được chỉ định mặc chiếc áo số 8, trước đó mặc bởi Ciprian Marica.
Mùa giải 2013–14
Goretzka đã có một mùa giải đầu tiên đầy hứa hẹn khi ghi được 5 bàn thắng sau 32 lần ra sân trên mọi đấu trường. Anh thường xuyên đá chính ở nửa sau của mùa giải và giúp Schalke cán đích ở vị trí thứ 3 tại Bundesliga sau Bayern Munich và Borussia Dortmund. Cuối mùa giải, Goretzka được gọi vào đội hình sơ bộ 30 cầu thủ của đội tuyển quốc gia Đức chuẩn bị cho World Cup 2014 tại Brazil. Anh ra mắt trong một trận giao hữu giữa Đức và Ba Lan trước thềm World Cup 2014.
Mùa giải 2014–15
Ở mùa giải 2014–15, Goretzka chỉ ra sân 11 trận trên mọi đấu trường do gặp phải chấn thương đùi. Anh trở lại sau chấn thương trong trận gặp TSG 1899 Hoffenheim ở lượt trận 24 Bundesliga. Schalke đã có một mùa giải đáng thất vọng khi cán đích ở vị trí thứ 6 trên BXH Bundesliga.
Mùa giải 2015–16
Trong mùa giải 2015–16, Goretzka đã ghi 2 bàn sau 34 lần ra sân. Trong suốt mùa giải anh đã gặp một số chấn thương khiến việc thi đấu bị gián đoạn. Thời gian này Goretzka cũng được chẩn đoán mắc bệnh viêm ruột mãn tính. "Tôi đã thay đổi hoàn toàn chế độ ăn kiêng", anh nói: "Trước khi mùa giải bắt đầu tôi đã gặp một chuyên gia chẩn đoán rằng tôi bị viêm mãn tính trong hệ thống tiêu hóa, ruột là bộ não thứ hai của cơ thể, và nó quyết định các chất nào hấp thu vào cơ thể bạn, điều đó ảnh hưởng khá tiêu cực đến khả năng hồi phục của tôi. Gluten, sữa bò, thịt lợn, các loại hạt. Kể từ khi tôi từ bỏ chúng, tôi hồi phục nhanh hơn rất nhiều sau mỗi trận đấu".
Cuối mùa giải, Schalke đứng ở vị trí thứ 5 tại Bundesliga.
Mùa giải 2016-17
Đây được coi là mùa giải tốt nhất của Goretzka tại Schalke khi anh có 41 trận ra sân, ghi được 8 bàn thắng và đóng vai trò tấn công nhiều hơn trước.
Ngày 20 tháng 4 năm 2017, trong trận gặp Ajax Amsterdam tại Europa League, Goretzka có pha va chạm mạnh với thủ thành Andre Onana ở cuối hiệp 1. Pha va chạm này khiến anh bị choáng não tạm thời và nôn mửa liên tục trong phòng thay đồ. Tuy vậy, Goretzka đã vào sân trở lại và chỉ vài phút sau khi hiệp 2 bắt đầu, chính anh là người ghi bàn thắng mở tỉ số cho Schalke. Goretzka tiếp tục chơi gần như cả trận đấu cho đến khi bị thay ra ở phút 84. Benedikt Howedes, đội trưởng của Schalke đã nói rằng: "Chúng tôi rất tự hào vì Leon Goretzka. Cậu ấy đã chiến đấu bằng mọi thứ có thể".
Mùa giải 2017-18
Trong mùa giải 2017–18, Goretzka ra sân 29 trận và ghi được 4 bàn thắng. Đây là mùa giải đầu tiên anh và câu lạc bộ không tham dự cúp châu Âu kể từ khi anh đến Schalke vào năm 2013. Goretzka gặp phản ứng căng thẳng ở xương ở cẳng chân, chấn thương này khiến anh ấy phải nghỉ thi đấu hơn hai tháng.
Ngày 25 tháng 11 năm 2017, anh có trận ra sân thứ 100 tại Bundesliga trong trận gặp đại kình địch của Schalke là Borussia Dortmund.
Vào ngày 19 tháng 1 năm 2018, Goretzka thông báo rằng anh sẽ rời Schalke vào mùa hè 2018 và gia nhập Bayern Munich. Quyết định của anh khiến người hâm mộ và hội đồng quản trị Schalke không hài lòng. Chủ tịch hội đồng của Schalke, Clemens Tönnies, đã bày tỏ thái độ của mình về quyết định của Goretzka trên một chương trình tọa đàm về bóng đá. Tönnies nói: "Phản ứng đầu tiên của tôi là anh ta không nên khoác áo của Schalke nữa." Tönnies cho rằng Goretzka có thể buộc phải ngồi dự bị nếu quyết định của anh ấy có tác động tiêu cực đến đội bóng.
Bỏ ngoài tai những lời la ó và chỉ trích của cổ động viên Schalke, Goretzka vẫn thi đấu cống hiến khi được ra sân, anh là một trong những nhân tố đưa Schalke tiến vào bán kết DFB-Pokal và xếp thứ 2 tại Bundesliga khi mùa giải kết thúc. Schalke có đủ điều kiện tham dự UEFA Champions League lần đầu tiên kể từ mùa giải 2014-15.

### Bayern Munich
Mùa giải 2018–19
Ngày 19 tháng 1 năm 2018, Bayern Munich thông báo đã đạt được thỏa thuận với Goretzka, theo đó, anh sẽ gia nhập câu lạc bộ vào ngày 1 tháng 7 theo dạng chuyển nhượng tự do.
Vào ngày 1 tháng 7 năm 2018, Goretzka chính thức gia nhập Bayern. Goretzka ký hợp đồng bốn năm đến tháng 6 năm 2022. Vào ngày 12 tháng 8 năm 2018, trong trận Siêu cúp DFL, Goretzka vào sân thay người cho Thomas Müller ở phút thứ 64. Đây là lần đầu tiên Goretzka ra sân trong màu áo Bayern. Vào ngày 1 tháng 9, anh ghi bàn thắng đầu tiên cho câu lạc bộ trong trận thắng 3–0 trên sân khách trước VfB Stuttgart. Vào ngày 19 tháng 1 năm 2019, anh lập cú đúp đầu tiên tại Bundesliga khi ghi hai bàn trong chiến thắng 3-1 trước Hoffenheim. Vào ngày 15 tháng 2 năm 2019, anh có pha phản lưới nhà trong một trận đấu ở Bundesliga sau 13 giây; không cầu thủ nào của Bayern chạm bóng.
Vào ngày 18 tháng 5 năm 2019, Goretzka đã giành chức vô địch Bundesliga đầu tiên khi Bayern xếp trên Dortmund hai điểm với 78 điểm. Một tuần sau, Goretzka đã giành được DFB-Pokal đầu tiên khi Bayern đánh bại RB Leipzig 3-0 trong trận chung kết DFB-Pokal 2019. Goretzka đã không ra sân trong trận đấu này vì dính chấn thương.
Mùa giải 2019-20
Mùa giải thứ 2 của Goretzka ở Bayern khởi đầu không mấy suôn sẻ khi anh lần lượt dính phải chấn thương đùi và chấn thương mắt cá. Hai chấn thương này khiến anh ngồi ngoài 2 tháng cho tới lúc chính thức trở lại thi đấu khi vào sân từ băng ghế dự bị trong trận gặp Augsburg vào ngày 19 tháng 10 năm 2019.
Vào ngày 26 tháng 11 năm 2019, Goretzka ghi bàn thắng đầu tiên tại Champions League trong chiến thắng 6–0 trên sân khách trước Red Star Belgrade.
Kể từ tháng một cho tới tháng sáu, Goretzka liên tục ghi bàn và đóng góp dấu ấn của mình vào các bàn thắng của Bayern. Bên cạnh đó Goretzka cũng có 9 trận liên tiếp ra sân trong đội hình xuất phát kể từ khi Bundesliga khởi động trở lại sau thời gian tạm hoãn vì dịch bệnh. Ở mùa giải này, Goretzka ghi 8 bàn thắng và 10 kiến tạo trên mọi đấu trường.
Dưới thời HLV Hansi Flick, Goretzka bắt đầu như một tiền vệ tấn công ở vị trí số 10 và sau đó thi đấu cùng Joshua Kimmich (Double pivot) khi Thiago gặp chấn thương. HLV Hansi Flick nhận xét trên tờ Kicker, "Cậu ấy đặt đối thủ dưới áp lực rất lớn và quyết liệt, bên cạnh việc giành được bóng rất nhiều. Cậu ấy rất quan trọng đối với đội bóng và tôi rất hài lòng về sự phát triển của cậu ấy". Trong 24 trận ra sân tại Bundesliga mùa giải này, Goretzka đã thắng gần 50% các pha tranh chấp bóng trên không (47,7%) và trên sân (47,9%), cùng với đó là 88,4% đường chuyền thành công. Khả năng thu hồi bóng của Goretzka cũng đáng kể tới khi lọt top 10 cầu thủ có số lần thu hồi bóng nhiều nhất Bundesliga 2019/20 (16 lần).
Goretzka là một trong những nhân tố quan trọng ở hàng tiền vệ giúp Bayern giành được cú ăn ba ở mùa giải 2019-20.
Mùa giải 2020-21
Bayern Munich bắt đầu Bundesliga mùa giải 2020-21 bằng chiến thắng 8-0 trước Schalke 04. Goretzka đã ghi bàn nâng tỷ số lên 2-0 trong trân đấu này.
Tại trận tranh Siêu cúp châu Âu 2020, Goretzka đã ghi bàn gỡ hòa cho Bayern ở hiệp 1 trân đấu. Chung cuộc Bayern giành chiến thắng 2-1 trước Sevilla nhờ vào pha ghi bàn của Javi Martínez trong hiệp phụ.

## Sự nghiệp đội tuyển quốc gia

### Cấp độ trẻ
Vào ngày 15 tháng 10 năm 2010, Goretzka có trận ra mắt đội tuyển U-16 Đức trong trận giao hữu với Bắc Ireland và anh ghi bàn trong chiến thắng 3–2 của đội tuyển. Vào ngày 24 tháng 8 năm 2011, Goretzka có trận ra mắt đội tuyển U-17 Đức trước U-17 Thổ Nhĩ Kỳ, U-17 Đức đã giành chiến thắng 4–0 trong trận này.
Từ tháng 8 năm 2011 đến tháng 5 năm 2012, anh giữ băng đội trưởng U-17 Đức tại Giải vô địch U-17 châu Âu 2012 tại Slovenia và cùng đội U-17 Đức đi đến trận chung kết gặp Hà Lan. Mặc dù Goretzka đã ghi bàn trong trận chung kết nhưng chung cuộc U-17 Đức vẫn thua trận trước U-17 Hà Lan trong loạt sút luân lưu.
Vào ngày 30 tháng 7 năm 2012, Goretzka được trao Giải vàng Fritz-Walter-Medal (lứa tuổi U- 17), đây là một giải thưởng uy tín hàng năm dành cho các cầu thủ trẻ tài năng của nước Đức.

### Cấp Đội tuyển Quốc gia
Vào ngày 8 tháng 5 năm 2014, Goretzka được HLV Joachim Löw giới thiệu vào đội hình sơ bộ 30 người của tuyển Đức cho World Cup 2014. Vào ngày 13 tháng 5 năm 2014, anh đã có trận ra mắt trong trận hòa 0-0 trước đội tuyển bóng đá quốc gia Ba Lan. Sau trận đấu với Ba Lan, Goretzka bị chấn thương cơ và dẫn đến việc anh bị loại khỏi đội hình chuẩn bị cho World Cup 2014 tại Brazil.
Vào tháng 5 năm 2017, Goretzka có tên trong danh sách đội tuyển Đức tham dự Confederations Cup tại Nga. Trong trận đấu mở màn của tuyển Đức tại giải đấu vào ngày 20 tháng 6, anh ghi bàn thắng đầu tiên cho Đức trong chiến thắng 3–2 trước Australia tại bảng B. Trong trận đối đầu với México tại bán kết, anh  đã lập được cú đúp bàn thắng chỉ trong vòng 2 phút. Goretzka đã kết thúc giải Vua phá lưới cùng với Timo Werner và Lars Stindl trong giải đấu với ba bàn thắng. Đội tuyển quốc gia Đức đã giành chiến thắng sau khi đánh bại Chile trong trận chung kết tại Saint Petersburg.
Tháng 10 năm 2017, bàn thắng của Gorerzka trong trận đấu giữa Đức và Azerbaijan tại vòng loại World Cup 2018 được bầu chọn là "Bàn thắng của tháng" với số phiếu áp đảo gần 43% phiếu bầu. Bàn thắng này là một cú đánh gót đầy ngẫu hứng trong tình huống anh đứng quay lưng về phía khung thành đối phương ở khu vực vòng cấm địa.
Vào ngày 4 tháng 6 năm 2018, Goretzka được điền tên vào danh sách 23 cầu thủ cuối cùng của Đức tại FIFA World Cup 2018. Vào ngày 27 tháng 6, Goretzka có trận ra mắt tại World Cup trong trận gặp Hàn Quốc. Tuy nhiên đội tuyển Đức đã trở thành nhà cựu vô địch sau khi thất bại trước Hàn Quốc với tỉ số 0-2 ở lượt trận cuối vòng bảng.

#### Đội Olympic
Cùng với đồng đội tại Schalke, Max Meyer, Goretzka có tên trong danh sách đội hình tham dự Thế vận hội mùa hè 2016. Anh mang băng đội trưởng Olympic Đức trong trận đầu tiên của họ gặp Mexico, chấn thương vai trong trận đấu này khiến anh không thể tiếp tục thi đấu và phải trở lại Gelsenkirchen. Chiếc băng đội trưởng sau đó được trao lại cho người đồng đội của anh là Max Meyer.

#### Confederations Cup 2017
Mùa hè năm 2017,Tuyển Đức mang đến Nga một đội hình gồm nhiều cầu thủ trẻ và truyền thông gọi đó là đội hình B. Nhưng họ đã tiến băng băng vào trận chung kết gặp Chile với thành tích 3 trận thắng, 1 trận hòa. Tại giải đấu này, Goretzka ra sân 4 trận và ghi 3 bàn thắng, anh được bình chọn là Cầu thủ hay nhất trận đấu trong trận bán kết gặp Mexico.

#### UEFA Euro 2020
Ngày 8 tháng 5 năm 2021, Goretzka gặp phải chấn thương rách cơ đùi trong trận gặp Borussia Moenchengladbach. Chấn thương này khiến anh bỏ lỡ phần còn lại của Bundesliga và nguy cơ không kịp tham dự Euro 2020. Ngày 19 tháng 5, Goretzka có tên trong danh sách 26 cầu thủ tham dự Euro của Đội tuyển Đức.
Ngày 19 tháng 6, Goretzka có trận ra sân đầu tiên tại Euro khi vào sân từ băng ghế dự bị trong trận gặp Bồ Đào Nha.
Ngày 23 tháng 6, Goretzka tiếp tục có tên trong danh sách dự bị trong trận gặp Hungary. Anh vào sân thay người ở phút 58. Phút 84 của trận đấu, xuất phát từ đường chuyền của Musiala và Werner, Goretzka ghi bàn thắng ấn định tỷ số 2-2 cho Đội tuyển Đức, góp phần đưa Đức vào vòng 1/8 Euro 2020.

## Phong cách thi đấu
Năm 2013, Goretzka được đánh giá là một trong những tài năng trẻ sáng giá của bóng đá Đức. Peter Neururer, huấn luyện viên trưởng của Goretzka tại Bochum, nói rằng ông "chưa bao giờ thấy một cầu thủ mười tám tuổi nào có nhiều tiềm năng như Goretzka", và gọi anh là "tài năng của thế kỷ".
Goretzka có khả năng ghi bàn và sở hữu khả năng kiểm soát bóng tốt.  Anh thường tạo ra những cú sút đầy uy lực từ ngoài vòng cấm, một đặc điểm tương tự như Paul Scholes. Bên cạnh đó anh cũng được biết đến với khả năng đánh đầu xuất sắc, điều này được minh chứng ở việc anh thường xuyên ghi bàn bằng đầu. Với chiều cao 1,89m, khả năng bật cao của Goretzka giúp anh giành phần thắng trong các pha không chiến ngay cả khi đối đầu với những hậu vệ khỏe nhất và cao nhất. Vị trí chính thi đấu của anh là tiền vệ trung tâm mặc dù anh ấy có thể được bố trí như một tiền vệ phòng ngự.
Phong cách thi đấu của Goretzka thường được so sánh với hai cầu thủ vĩ đại của bóng đá Đức là Lothar Matthäus và Michael Ballack.

## Danh hiệu

### Cùng câu lạc bộ
Bayern Munich
- Bundesliga: 2018–19,[30] 2019–20[31], 2020–21, 2021–22, 2022–23, 2024–25[32]
- DFB-Pokal: 2018–19,[30] 2019–20
- Franz Beckenbauer Supercup: 2018[30], 2020, 2021, 2022, 2025[33]
- UEFA Champions League: 2019–20[34]
- UEFA Super Cup: 2020[35]
- FIFA Club World Cup: 2020

### Cùng Đội tuyển quốc gia
Germany U17
- Á Quân Giải vô địch bóng đá U-17 châu Âu: 2012[36]

Germany Olympic
- Huy chương bạc Thế vận hội mùa hè (Bóng đá Nam) : 2016[37]

Germany
- FIFA Confederations Cup: 2017[38]

### Cá nhân
- Giải vàng Fritz-Walter-Medal (U-17): 2012[39]
- Chiếc giày bạc FIFA Confederations Cup: 2017[40]
- Quả bóng đồng FIFA Confederations Cup: 2017[40]
- Football Felix: 2017[41]
- Cầu thủ xuất sắc nhất năm 2017 tại Gelsenkirchen[42]
- Cầu thủ hay nhất trận đấu: Đức - Mexico (FIFA Confederations Cup 2017)[43]
- Cầu thủ xuất sắc nhất tháng của Bundesliga: 1/2019[44]
- Đội hình tiêu biểu UEFA Champions League: 2019–20[45]
- Bàn thắng của tháng: 10/2017[46]

## Cuộc sống cá nhân
Goretzka hoàn thành chương trình học của mình và tốt nghiệp tại trường Cao đẳng nghề Alice Salomon ở Bochum. Cha của Goretzka, Konrad Goretzka là kỹ sư ô tô và là kỹ sư của hãng xe nổi tiếng ở Đức, Opel.

## Hoạt động xã hội
Tháng 3 năm 2020, Leon Goretzka cùng Joshua Kimmich, đồng đội của anh tại Bayern và tuyển Đức đã cùng nhau lập chiến dịch gây quỹ mang tên We Kick Corona (#wekickcorona) nhằm giúp đỡ các tổ chức từ thiện, xã hội hoặc y tế cần được hỗ trợ ngay lập tức do đại dịch COVID-19.
Theo thông tin trên trang web chính thức của họ, hơn 5 triệu euro đã được quyên góp bởi hơn 3900 nhà tài trợ (tính đến tháng 10 năm 2020).

## Thống kê sự nghiệp

### Câu lạc bộ
Tính đến ngày 8 tháng 5 năm 2021
| Câu lạc bộ          | Mùa giải            | Giải đấu            | Giải đấu | Giải đấu | Cúp quốc gia | Cúp quốc gia | Châu Âu | Châu Âu | Khác | Khác | Tổng cộng | Tổng cộng |
| Câu lạc bộ          | Mùa giải            | Hạng                | Trận     | Bàn      | Trận         | Bàn          | Trận    | Bàn     | Trận | Bàn  | Trận      | Bàn       |
| ------------------- | ------------------- | ------------------- | -------- | -------- | ------------ | ------------ | ------- | ------- | ---- | ---- | --------- | --------- |
| Bochum              | 2012–13             | 2. Bundesliga       | 32       | 4        | 4            | 0            | —       | —       | —    | —    | 36        | 4         |
| Schalke             | 2013–14             | Bundesliga          | 25       | 4        | 2            | 1            | 5       | 0       | —    | —    | 32        | 5         |
| Schalke             | 2014–15             | Bundesliga          | 10       | 0        | 0            | 0            | 1       | 0       | —    | —    | 11        | 0         |
| Schalke             | 2015–16             | Bundesliga          | 25       | 1        | 2            | 1            | 7       | 0       | —    | —    | 34        | 2         |
| Schalke             | 2016–17             | Bundesliga          | 30       | 5        | 2            | 0            | 9       | 3       | —    | —    | 41        | 8         |
| Schalke             | 2017–18             | Bundesliga          | 26       | 4        | 3            | 0            | —       | —       | —    | —    | 29        | 4         |
| Schalke             | Tổng cộng           | Tổng cộng           | 116      | 14       | 9            | 2            | 22      | 3       | —    | —    | 147       | 19        |
| Schalke II          | 2014–15             | Regionalliga West   | 1        | 0        | —            | —            | —       | —       | —    | —    | 1         | 0         |
| Bayern Munich       | 2018–19             | Bundesliga          | 30       | 8        | 5            | 1            | 6       | 0       | 1    | 0    | 42        | 9         |
| Bayern Munich       | 2019–20             | Bundesliga          | 24       | 6        | 5            | 1            | 8       | 1       | 1    | 0    | 38        | 8         |
| Bayern Munich       | 2020–21             | Bundesliga          | 24       | 5        | 0            | 0            | 7       | 2       | 1    | 1    | 32        | 8         |
| Bayern Munich       | Tổng cộng           | Tổng cộng           | 78       | 19       | 10           | 2            | 21      | 3       | 3    | 1    | 112       | 25        |
| Tổng cộng sự nghiệp | Tổng cộng sự nghiệp | Tổng cộng sự nghiệp | 227      | 37       | 23           | 4            | 43      | 6       | 3    | 1    | 296       | 48        |

### Quốc tế
Tính đến 21 tháng 11 năm 2023
| Đội tuyển quốc gia | Năm       | Trận | Bàn |
| ------------------ | --------- | ---- | --- |
| Đức                | 2014      | 1    | 0   |
| Đức                | 2016      | 2    | 0   |
| Đức                | 2017      | 9    | 6   |
| Đức                | 2018      | 7    | 0   |
| Đức                | 2019      | 6    | 5   |
| Đức                | 2020      | 4    | 1   |
| Đức                | 2021      | 12   | 2   |
| Đức                | 2022      | 7    | 0   |
| Đức                | 2023      | 9    | 0   |
| Đức                | 2025      | 2    | 1   |
| Tổng cộng          | Tổng cộng | 59   | 15  |

Bàn thắng cho đội tuyển quốc gia
Bàn thắng và tỉ số của đội tuyển Đức được để trước.
| #   | Ngày                 | Địa điểm                                       | Đối thủ     | Bàn thắng | Kết quả | Giải đấu                    |
| --- | -------------------- | ---------------------------------------------- | ----------- | --------- | ------- | --------------------------- |
| 1.  | 19 tháng 6 năm 2017  | Sân vận động Olympic Fisht, Sochi, Nga         | Úc          | 3–1       | 3–2     | Confed Cup 2017             |
| 2.  | 29 tháng 6 năm 2017  | Sân vận động Olympic Fisht, Sochi, Nga         | México      | 1–0       | 4–1     | Confed Cup 2017             |
| 3.  | 29 tháng 6 năm 2017  | Sân vận động Olympic Fisht, Sochi, Nga         | México      | 2–0       | 4–1     | Confed Cup 2017             |
| 4.  | 4 tháng 9 năm 2017   | Mercedes-Benz Arena, Stuttgart, Đức            | Na Uy       | 5–0       | 6–0     | Vòng loại World Cup 2018    |
| 5.  | 8 tháng 10 năm 2017  | Sân vận động Fritz Walter, Kaiserslautern, Đức | Azerbaijan  | 1–0       | 5–1     | Vòng loại World Cup 2018    |
| 6.  | 8 tháng 10 năm 2017  | Sân vận động Fritz Walter, Kaiserslautern, Đức | Azerbaijan  | 4–1       | 5–1     | Vòng loại World Cup 2018    |
| 7.  | 20 tháng 3 năm 2019  | Volkswagen Arena, Wolfsburg, Đức               | Úc          | 1–1       | 1–1     | Giao hữu                    |
| 8.  | 11 tháng 6 năm 2019  | Opel Arena, Mainz, Đức                         | Estonia     | 3–0       | 8–0     | Vòng loại Euro 2020         |
| 9.  | 15 tháng 11 năm 2019 | Borussia-Park, Mönchengladbach, Đức            | Belarus     | 2–0       | 4–0     | Vòng loại Euro 2020         |
| 10. | 19 tháng 11 năm 2019 | Waldstadion, Frankfurt, Đức                    | Bắc Ireland | 2–1       | 6–1     | Vòng loại Euro 2020         |
| 11. | 19 tháng 11 năm 2019 | Waldstadion, Frankfurt, Đức                    | Bắc Ireland | 5–1       | 6–1     | Vòng loại Euro 2020         |
| 12. | 10 tháng 10 năm 2020 | Sân vận động Olympic, Kiev, Ukraina            | Ukraina     | 2–0       | 2–1     | UEFA Nations League 2020–21 |
| 13. | 25 tháng 3 năm 2021  | MSV-Arena, Duisburg, Đức                       | Iceland     | 1–0       | 3–0     | Vòng loại World Cup 2022    |
| 14. | 23 tháng 6 năm 2021  | Allianz Arena, Munich, Đức                     | Hungary     | 2–2       | 2–2     | Euro 2020                   |
| 15. | 20 tháng 3 năm 2025  | San Siro, Milan, Ý                             | Ý           | 2–1       | 2–1     | UEFA Nations League 2024–25 |